# Nnaemeka Ajuru
Nnaemeka Ajuru (Enugu, 28 settembre 1986) è un ex calciatore nigeriano, di ruolo centrocampista.

## Carriera
Ha giocato nella massima serie dei campionati serbo e georgiano.